# Farciminellum lineare
Farciminellum lineare är en mossdjursart som först beskrevs av Arnold Girard Kluge 1914.  Farciminellum lineare ingår i släktet Farciminellum och familjen Farciminariidae. Inga underarter finns listade i Catalogue of Life.